# Vinkenzaad
Vinkenzaad (Neslia paniculata) is een eenjarige plant uit de familie Brassicaceae.
Het plantje is herkenbaar aan zijn lange, slanke en ruw behaarde grijsgroene stengel met in de top gele bloempjes. Eens uitgebloeid vormen de bloemetjes bolvormige langgesteelde vruchtjes die elk een zaadje met een kort puntig topje bevatten dat netvormig gerimpeld is. De onderste bladeren zijn langwerpig en hebben lange stelen, naar boven toe zijn deze eerder lancetvormig met een pijlvormige voet die de steel omsluit.
Het plantje komt voor in Azië en Europa en groeit voornamelijk op vruchtbare klei-akkergrond tussen wortel- en knolgewassen.